# Gruoch
Gruoch ingen Boite est une reine d'Écosse du XIe siècle. Les dates précises de sa vie restent inconnues. Elle aurait pu naître vers 1005. 
Épouse de Mac Bethad mac Findlaích (i.e: Macbeth), elle est le modèle du personnage de Lady Macbeth de la tragédie Macbeth de William Shakespeare.

## Origine
Gruoch est la fille de Boite mac Cináeda dont l'origine est imprécise et dont le petit-fils est tué en 1033  par Malcolm II. L'historien Alfred P. Smyth considère que Boite mac Cinaeda aurait pu être un fils de Kenneth III. D'autres historiens, comme Dauvit Broun émettent l'hypothèse que Boite mac Cinaeda serait probablement un autre fils de Kenneth II. Alex Woolf évoque ces deux possibilités mais estime préférable d'en faire une petite-fille de Kenneth III.

## Unions et postérité
Gruoch est l'épouse en premières noces de Gille Coemgáin mac Maíl Brigti, mormaer de Moray, avec qui elle a un fils, Lulach mac Gille Coemgáin.
Gille Coemgáin meurt en 1032, brûlé vif dans son palais avec cinquante de ses hommes. L'année suivante, l'un de ses parents, le dernier descendant anonyme mâle de sa lignée, probablement son seul frère ou neveu, est tué par Malcolm II d'Écosse.
Gruoch se remarie ensuite à Macbeth, un cousin de son premier époux, et devient reine consort d'Écosse lorsque Macbeth s'empare du trône à la mort de Duncan Ier, en 1040. Macbeth part en pèlerinage à Rome en 1050 et, à son retour, Gruoch, Boite et lui procèdent à d'importantes donations à destination du monastère culdee établi sur une île du Loch Leven dans le comté de Perth and Kinross, ce qui permet d'envisager que les domaines patrimoniaux de Gruoch se trouvaient dans le Kinross et le Fife. Une portion du territoire du monastère, sur la colline de Benarty, est nommée d'après Gruoch.
Gruoch et Macbeth n'ont pas d'enfants ensemble. À la mort de Macbeth, Lulach, fils de Gruoch et de Gille Coemgáin, revendique le trône et devient brièvement roi d'Écosse en 1057.

## Sources
- (en) Cet article est partiellement ou en totalité issu de l’article de Wikipédia en anglais intitulé « Gruoch of Scotland » (voir la liste des auteurs), édition du 3 juin 2012.
- Annals of Ulster (translation ) C.E.L.T. Projet de l'University College Cork.
- (en) A. A. M. Duncan, The kingship of the Scots, 842-1292 : succession and independence, Edinburgh, Edinburgh University Press, 2002, 381 p. (ISBN 0-7486-1626-8)
- Alex Woolf, "Macbeth" in (en) Michael Lynch (éditeur), The Oxford companion to Scottish history, Oxford, Oxford University Press, 2001, 732 p. (ISBN 0-19-211696-7).
- (en) Alex Woolf, From Pictland to Alba, 789-1070, Edinburgh, Edinburgh University Press, 2007, 400 p. (ISBN 978-0-7486-1233-8 et 0-7486-1233-5).
- (en) Rosalind K. Marshall, Scottish Queens, 1034-1714, Tuckwell Press, 2003, 226 p. (ISBN 978-0-85976-677-7), p. 3
- Gloria Carreño, Une saison avant la tragédie de Macbeth : théâtre, Aix-en-Provence, Éd. Persée, 2009, 64 p. (ISBN 978-2-35216-684-9).
- (en) Ann Williams, Alfred P. Smyth et D.P Kirby, A biographical dictionary of dark age Britain : England, Scotland, and Wales, c. 500-c. 1050, London, Seaby, 1991, 253 p. (ISBN 1-85264-047-2)